# Mesopolobus zetterstedtii
Mesopolobus zetterstedtii is een vliesvleugelig insect uit de familie Pteromalidae. De wetenschappelijke naam is voor het eerst geldig gepubliceerd in 1898 door Karl Wilhelm von Dalla Torre.